# Керегетас (залізомарганцевий)
Керегетас (залізомарганцевий) — підприємство гірничодобувної промисловості в Улитауській області Казахстану.
Проєктом розробки родовища опікується компанія «Арман». У 2004-му з дослідного кар'єру видобули 12 тисяч тонн руди, після чого наступні роки займались додатковими геологорозвідувальними роботами та пошуком оптимальної технології використання залізомарганцевих руд Керегетаса.
У першій половині 2020-х анонсували план промислової розробки, за яким запаси родовища планувалось відпрацювати протягом 3 років. При цьому кар'єр, який на той час мав глибину 64 метри, мають поглибити до 153 метрів. Максимальна річна продуктивність кар'єру запланована як 0,4 млн тонн.